# Memorial de Maria Moura (minissérie)
Memorial de Maria Moura é uma minissérie brasileira produzida e exibida pela TV Globo de 17 de maio a 17 de junho de 1994, em 19 capítulos.
É uma adaptação do romance homônimo de Rachel de Queiroz, escrita por Jorge Furtado e Carlos Gerbase com a colaboração de Glênio Póvoas e Renato Campão, dirigida por Denise Saraceni, Mauro Mendonça Filho e Roberto Farias, com supervisão artística de Carlos Manga.
Contou com Glória Pires, Kadu Moliterno, Cristiana Oliveira, Zezé Polessa, Otávio Müller, Ernani Moraes e Marcos Palmeira nos papéis principais.

## Sinopse
Depois de perder a sua mãe aos 17 anos de idade e de ser seduzida pelo seu padrasto, Maria Moura não se deixou abater pelas dificuldades da vida. Ela decide enfrentar uma jornada até a Serra dos Padres para impedir que seu sítio seja invadido pelos seus primos Tonho, Irineu e Firma, pessoas de um completo mau-caráter. Nessa jornada ela conhece Cirino, um mau-caráter por quem ela se apaixona. Maria tenta ser forte, mas não resiste a paixão que sente.

## Elenco
| Interprete             | Personagem       |
| ---------------------- | ---------------- |
| Glória Pires           | Maria Moura      |
| Kadu Moliterno         | Padre José Maria |
| Cristiana Oliveira     | Maria Alva       |
| Jackson Antunes        | Valentim         |
| Bia Seidl              | Bela             |
| Sebastião Vasconcellos | João Rufo        |
| Zezé Polessa           | Firma            |
| Chico Diaz             | Duarte           |
| Zezé Motta             | Rubina           |
| Luiz Carlos Arutim     | Tonico           |
| Renata Fronzi          | Aldenora         |
| Hélio Souto            | Tio Hércules     |
| Ruy Resende            | Julião           |
| Jece Valadão           | Major Honório    |
| Miriam Pires           | Gerusa           |
| Ariclê Perez           | Gertrudes        |
| Otávio Müller          | Irineu           |
| Ernani Moraes          | Tonho            |
| Vanda Lacerda          | Dona Francisca   |
| Antônio Grassi         | Anacleto         |
| Bertrand Duarte        | Zé Soldado       |
| Camilo Bevilacqua      | Alípio           |
| Claudio Gabriel        | Maninho          |
| Celso Frateschi        | Liberato         |
| Joel Barcellos         | Roque            |
| Carlos Gregório        | Dr. Silvino      |
| Lui Mendes             | Jardilino        |
| Ida Gomes              | Dona Mocinha     |
| Theresa Amayo          | Joaninha         |
| Chica Xavier           | Libânia          |
| Maria Sílvia           | Jove             |
| Clementino Kelé        | Amaro            |
| Mariah da Penha        | Iria             |
| Izabella Bicalho       | Berenice         |
| Cassiano Carneiro      | Novato           |
| Francisco Carvalho     | Antunes          |
| Germano Filho          | Bispo Adamastor  |
| Alexandre Zacchia      | Genésio          |
| Vic Militello          | Mimosa           |
| Chico de Assis         | Antônio Muxió    |

### Participação especial
| Interprete         | Personagem      |
| ------------------ | --------------- |
| Nelson Xavier      | Padre Marcelino |
| Rubens de Falco    | Cel. Tibúrcio   |
| Rosamaria Murtinho | Eufrásia        |
| Sérgio Britto      | Eliseu          |
| Bete Mendes        | Antônia Moura   |
| Ruth de Souza      | Siá Mena        |
| Marcos Palmeira    | Cirino          |

### Apresentando
| Interprete | Personagem            |
| ---------- | --------------------- |
| Cléo Pires | Maria Moura (criança) |

## Exibição
Foi reprisada entre 28 de julho a 21 de agosto de 1998, em 14 capítulos, às 23h30.
Foi reexibida na íntegra pelo Viva de 28 de julho a 23 de agosto de 2010, substituindo A Casa das Sete Mulheres e sendo substituída por Hilda Furacão.

### Outras Mídias
Em novembro de 2004 foi lançada em DVD.
Em 10 de junho de 2024, foi disponibilizada na íntegra pelo Globoplay, como parte do Projeto Resgate.

## Recepção
Em 1994, 'Memorial de Maria Moura' foi agraciado com o grande prêmio da crítica da APCA. A produção também proporcionou a Zezé Polessa o prêmio de melhor atriz coadjuvante do ano, que foi compartilhado com Marieta Severo pela novela 'Pátria Minha'.
Apesar do sucesso, a minissérie não agradou tanto a autora Rachel de Queiroz, criticando o uso de cenas de sexo e violência apesar de em contrapartida elogiar a atuação de Glória Pires.